# Rue Gaston-Phoebus
La rue Gaston-Phoebus est une voie publique de Toulouse, chef-lieu de la région Occitanie, dans le Midi de la France. Elle se trouve dans le quartier du Fer-à-Cheval, dans le secteur 2 - Rive gauche.

## Situation et accès

### Voies rencontrées
La rue Gaston-Phoebus rencontre les voies suivantes, dans l'ordre des numéros croissants :
1. Avenue de Muret
2. Chemin de la Neboude

## Odonymie
Cette rue est nommée d'après Gaston III de Foix-Béarn, dit « Fébus ». Elle s'appelait auparavant rue du 18-Mars et changea de nom par décision du conseil municipal du 27 mars 1941.